# Hugo Bouhler
Hugo Bouhler (* 13. April 1855 in Ingolstadt; † 24. Oktober 1939 in Murnau am Staffelsee) war ein bayerischer Generalleutnant.

## Leben
Nach dem Besuch des Kadettenkorps trat Bouhler 1872 als Portepeefähnrich in das Infanterie-Leib-Regiment der Bayerischen Armee ein. Mit seiner Beförderung zum Leutnant wurde er im Oktober 1874 in das 1. Ulanen-Regiment versetzt. Bouhler absolvierte 1880/83 die Kriegsakademie, die ihm die Qualifikation für die Höhere Adjutantur aussprach. Zwischenzeitlich zum Oberleutnant befördert, wurde er 1885 Adjutant der 1. Kavallerie-Brigade. Daran schloss sich von 1889 bis 1893 eine Verwendung als Rittmeister und Eskadronchef im 2. Ulanen-Regiment „König“ an. Anschließend war Bouhler Adjutant der 2. Division in Augsburg und kam 1897 als Major in den Stab des 1. Chevaulegers-Regiments „Kaiser Nikolaus von Rußland“. Am 17. Dezember 1899 erfolgte seine Ernennung zum Kommandeur des 1. Ulanen-Regiment „Kaiser Wilhelm II., König von Preußen“ und Bouhler avancierte bis März 1903 zum Oberst. Er war dann vom 11. März 1904 bis 25. März 1907 Kommandeur der 4. Kavallerie-Brigade und stieg 1905 zum Generalmajor auf. In Genehmigung seines Abschiedgesuches wurde Bouhler am 26. März 1907 mit der gesetzlichen Pension zur Disposition gestellt.
Während des Ersten Weltkriegs wurde Bouhler wiederverwendet und war als stellvertretendes Mitglied bei III. Senat des Reichsmilitärgerichts tätig. In dieser Stellung erfolgte 1917 seine Beförderung zum Generalleutnant, bis 1918 seine Mobilmachungsbestimmung aufgehoben wurde.
Bouhler war Inhaber des Militärverdienstordens II. Klasse mit Stern.